# 里瓦達維亞縣 (聖地亞哥-德爾埃斯特羅省)

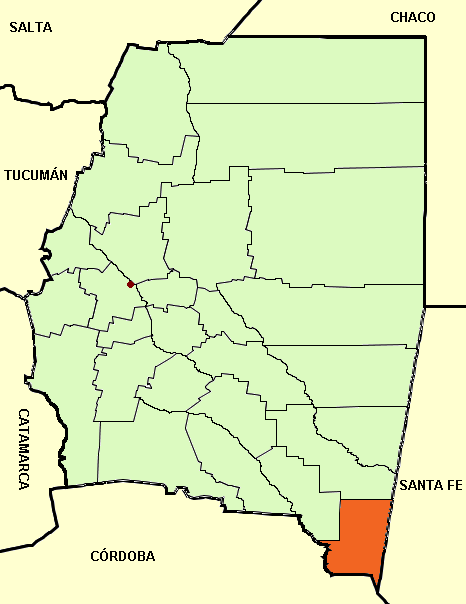

29°45′42″S 62°2′51″W / 29.76167°S 62.04750°W
里瓦達維亞縣（西班牙語：Departamento Rivadavia），是阿根廷的縣份，位於該國北部聖地亞哥-德爾埃斯特羅省，首府設於塞爾瓦，面積3,402平方公里，2010年人口5,015，人口密度每平方公里1.47人。